# Vladimir Vavilov (compositor)
Vladimir Fyodorovich Vavilov (Влади́мир Фёдорович Вави́лов; 5 de maio de 1925 – 11 de março de 1973) foi um guitarrista, alaudista e compositor soviético russo. Foi aluno de Pyotr Isakov (guitarra) e Johann Admoni (composição) no Conservatório Rimsky-Korsakov em Leningrado.

## Biografia
Vavilov atuou como intérprete de alaúde e guitarra, como editor musical em uma editora estatal e, mais importante, como compositor. Ele frequentemente atribuía suas próprias obras a outros compositores, geralmente do Renascimento ou do Barroco (ocasionalmente de períodos posteriores), muitas vezes sem qualquer preocupação com o estilo apropriado, seguindo o espírito de outros mistificadores de eras anteriores. Suas obras alcançaram enorme circulação, e algumas delas atingiram status de música folclórica, com vários poemas adaptados às suas melodias.
Vavilov morreu aos 47 anos, vítima de câncer de pâncreas, poucos meses antes do sucesso de "A Cidade de Ouro", que se tornou um hit da noite para o dia.
As mais famosas de suas composições anônimas ou atribuídas erroneamente são:
- "Canzona de Francesco da Milano". Os poetas Anri Volokhonsky e Alexei Khvostenko posteriormente adaptaram letras a essa música, criando a canção "A Cidade de Ouro" (em russo, "Город Золотой"). A canção se tornou um sucesso nos anos 1980 quando foi interpretada pela banda Aquarium na trilha sonora do filme Assa.[1]
- "Mazurka de Andrey Sychra",
- "Elegia de Mikhail Vyssotsky",
- "Melodia Russa (estudo de tremolo) de Mikhail Vyssotsky",
- "Ricercar de Niccolo Nigrino",
- "Impromptu" de Miliy Balakirev.
- "Ave Maria". Vavilov escreveu esta ária com a atribuição "Anônimo", e ela foi posteriormente atribuída erroneamente a Giulio Caccini. É frequentemente interpretada, notavelmente por Inessa Galante, Andrea Bocelli, Julian Lloyd Webber, Sumi Jo e Charlotte Church, entre outros.[1][2][3]